# 柚子茶

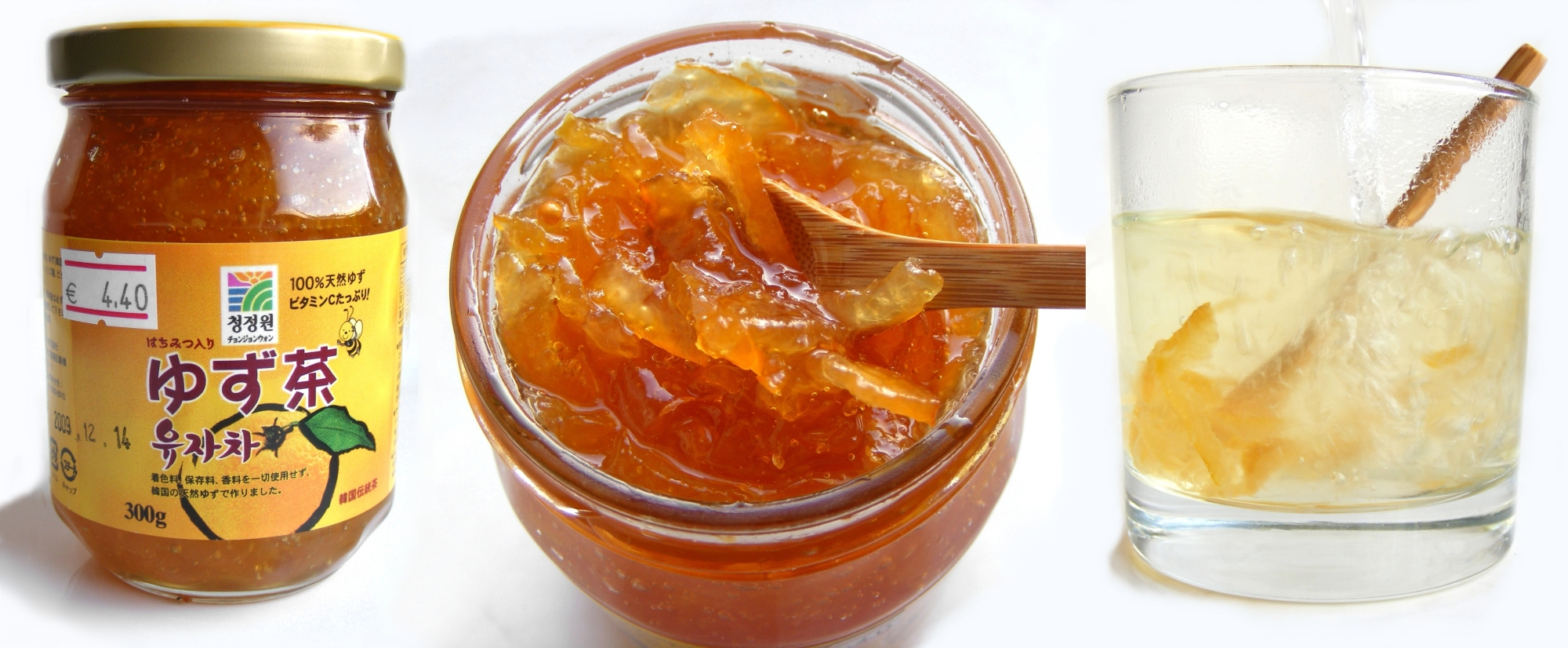
柚子茶

柚子茶，又稱柚子蜜、柚子蜜茶、蜂蜜柚子茶，是一种朝鮮传统茶，以韩国南部的香橙（又稱“黄金柚”、日本柚子）和蜂蜜为原料製成。

## 食用方法
柚子茶可直接加水稀釋飲用，亦可應用於甜品，如戚風蛋糕，或當作烹調肉類或海鮮的醬料。

## 療效
柚子茶维生素含量丰富，有清热去火，调养肝、肾、肠、胃的功效。 對於美白或減肥也有不錯的幫助。